# Otakar Vindyš
Otakar Vindyš (Praga, 9 aprile 1884 – Praga, 23 dicembre 1949) è stato un hockeista su ghiaccio ceco.

## Palmarès

### Olimpiadi
- Bronzo a Anversa 1920 nell'hockey su ghiaccio.